# Медаља краљице Наталије
Медаља краљице Наталије је успостављена 22. фебруара 1886. године у част краљице Наталије Обреновић као женски орден. Оснивач медаље био је краљ Милан Обреновић. Додељиван је женама за добровољно указану негу и помоћ жртвама рата. Медаља је била наследник Ордена кнегиње Наталије успостављеног још 1878. године.
Постоје две верзије медаље - са ћириличним словом „Н“, и са латиничним словом „N“. Верзија са латиничним словом је била намењена женама из западне Европе.
Након смене Обреновића на престолу 1903. године, краљ Петар I Карађорђевић је укинуо ово одликовање.

## Степени одликовања
Медаља краљице Наталије је била организована у два степена:
- I степен у злату
- II степен у сребру

## Опис
Одликовање има облик броша за оба степена медаље. На средини елипсе, у црвеном емајлу је постављен монограм краљице- N (Наталија). Плаво емајлирана трака окружује елипсу, чији се крајеви завршавају у машни. На тој траци је на српском језику исписан натпис- За помагање рањених и болних војника у рату 1876-77-78. г На машни је приказан српски грб, док се на спољашњим крајевима траке се налазе укрштене ловорове гранчице које обавијају орден. Изнад траке се налази круна (круна кнежевине до 1886).

## Опис траке и начин ношења
У зависности од степена, медаља се носила о златној или сребрној траци са ресама. Носио се увек на левој страни.